# ناوة (بوئين)
ناوة (بالفارسية: ناوه) هي قرية تقع في إيران في قسم بوئین الريفي. يقدر عدد سكانها بـ 159 نسمة بحسب إحصاء 2016.